# Renzo Saravia
Renzo Saravia est un footballeur international argentin né le 16 juin 1993 à Villa de María en Argentine. Il évolue actuellement au poste d'arrière droit à l'Atlético Mineiro.

## Biographie

### Carrière en club

#### FC Porto (depuis 2019)
En juin 2019, il s'engage avec le FC Porto pour quatre années.

## Statistiques

### En club
| Saison                | Club                    | Championnat           | Championnat | Championnat | Coupe nationale | Coupe nationale | Coupe de la Ligue | Coupe de la Ligue | Supercoupe | Supercoupe | Compétition(s) continentale(s) | Compétition(s) continentale(s) | Compétition(s) continentale(s) | Ligue d’État | Ligue d’État | Total | Total |
| Saison                | Club                    | Division              | M.          | B.          | M.              | B.              | M.                | B.                | M.         | B.         | Comp.                          | M.                             | B.                             | M.           | B.           | M.    | B.    |
| 2012-2013             | CA Belgrano             | Primera División      | 8           | 0           | 1               | 0               | -                 | -                 | -          | -          | -                              | -                              | -                              | -            | -            | 9     | 0     |
| 2013-2014             | CA Belgrano             | Primera División      | 5           | 0           | -               | -               | -                 | -                 | -          | -          | -                              | -                              | -                              | -            | -            | 5     | 0     |
| 2014                  | CA Belgrano             | Primera División      | 8           | 0           | -               | -               | -                 | -                 | -          | -          | -                              | -                              | -                              | -            | -            | 8     | 0     |
| 2015                  | CA Belgrano             | Primera División      | 28          | 0           | -               | -               | -                 | -                 | -          | -          | -                              | -                              | -                              | -            | -            | 28    | 0     |
| 2016                  | CA Belgrano             | Primera División      | 6           | 0           | 4               | 0               | -                 | -                 | -          | -          | -                              | -                              | -                              | -            | -            | 10    | 0     |
| 2016-2017             | CA Belgrano             | Primera División      | 18          | 0           | 1               | 0               | -                 | -                 | -          | -          | -                              | -                              | -                              | -            | -            | 19    | 0     |
| Sous-total            | Sous-total              | Sous-total            | 73          | 0           | 6               | 0               | 0                 | 0                 | 0          | 0          | -                              | 0                              | 0                              | 0            | 0            | 79    | 0     |
| 2017-2018             | Racing Club (prêt)      | Primera División      | 18          | 0           | -               | -               | -                 | -                 | -          | -          | CL                             | 6                              | 0                              | -            | -            | 24    | 0     |
| 2018-2019             | Racing Club             | Primera División      | 21          | 0           | -               | -               | 3                 | 0                 | -          | -          | CS                             | 1                              | 0                              | -            | -            | 25    | 0     |
| Sous-total            | Sous-total              | Sous-total            | 39          | 0           | 0               | 0               | 3                 | 0                 | 0          | 0          | -                              | 7                              | 0                              | 0            | 0            | 49    | 0     |
| 2019-2020             | FC Porto                | Primeira Liga         | -           | -           | 3               | 0               | 2                 | 1                 | -          | -          | C1                             | 1                              | 0                              | -            | -            | 6     | 1     |
| Sous-total            | Sous-total              | Sous-total            | 0           | 0           | 3               | 0               | 2                 | 1                 | 0          | 0          | -                              | 1                              | 0                              | 0            | 0            | 6     | 1     |
| 2020                  | SC Internacional (prêt) | Série A               | 8           | 0           | -               | -               | -                 | -                 | -          | -          | CL                             | 3                              | 0                              | 5            | 0            | 16    | 0     |
| 2021                  | SC Internacional (prêt) | Série A               | 27          | 0           | 2               | 0               | -                 | -                 | -          | -          | CL                             | 4                              | 0                              | -            | -            | 33    | 0     |
| Sous-total            | Sous-total              | Sous-total            | 35          | 0           | 2               | 0               | 0                 | 0                 | 0          | 0          | -                              | 7                              | 0                              | 5            | 0            | 49    | 0     |
| 2022                  | Botafogo FR             | Série A               | -           | -           | -               | -               | -                 | -                 | -          | -          | -                              | -                              | -                              | -            | -            | 0     | 0     |
| Total sur la carrière | Total sur la carrière   | Total sur la carrière | 147         | 0           | 11              | 0               | 5                 | 1                 | 0          | 0          | -                              | 15                             | 0                              | 5            | 0            | 183   | 1     |

### En sélection nationale
| Saison                | Sélection             | Phases finales        | Phases finales | Phases finales | Phases finales | Éliminatoires | Éliminatoires | Éliminatoires | Matchs amicaux | Matchs amicaux | Matchs amicaux | Total | Total | Total |
| Saison                | Sélection             | Compétition           | M              | B              | Pd             | M             | B             | Pd            | M              | B              | Pd             | M     | B     | Pd    |
| --------------------- | --------------------- | --------------------- | -------------- | -------------- | -------------- | ------------- | ------------- | ------------- | -------------- | -------------- | -------------- | ----- | ----- | ----- |
| 2018-2019             | Argentine             | Copa América 2019     | -              | -              | -              | 2             | 0             | 0             | 4              | 0              | 1              | 6     | 0     | 1     |
| Total sur la carrière | Total sur la carrière | Total sur la carrière | 0              | 0              | 0              | 2             | 0             | 0             | 4              | 0              | 1              | 6     | 0     | 1     |